# تاریخ شب‌ها ساخته می‌شود
تاریخ شب‌ها ساخته می‌شود (انگلیسی: History Is Made at Night) یک فیلم درام در سبک رمانتیک به کارگردانی فرانک بورزیگی است که در سال ۱۹۳۷ منتشر شد.

## بازیگران
- شارل بوآیه
- کالین کلایو
- جین آرتور
- لئو کریلو
- جورج میکر
- ایوان لبدوف
- لوسین پرایول
- جورج دیویس
- بایرون فولگر
- تام ریکتز
- سینیور ونسز